# هشام صلاح
هشام صلاح (مواليد 10 يونيو 1997) هو لاعب كرة قدم مصري يلعب في الظهير الأيمن في نادي الاتحاد السكندري.

## مسيرته
بدأ هشام مسيرته في نادي المصرية للإتصالات وفي 2019 وقع لنادي الاتحاد السكندري لمدة 4 مواسم ونصف وحصل نادي المصرية للإتصالات على 600 ألف جنيه والحصول على نسبة 15% حال بيعه من الاتحاد لناد آخر.